# Diglicerid
Diglicerid, ili diacilglicerol (DAG), je glicerid koji se sastoji od dva masno kiselinska lanca kovalentno vezana za glicerol esterskim vezama.
1-palmitoil-2-oleoil-glicerol je diglicerid koji se sastoji od bočnih-lanaca izvedenih iz palmitinske i oleinske kiseline. Diacilgliceroli mogu da sadrže i mnoge druge kombinacije masnih kiselina na C-1 i C-2 pozicijama.

## Prehrambeni aditivi
Mono- i diacilgliceroli su uobičajeni aditivi za hranu koji se koriste kao emulgatori, i.e. oni omogućavaju mešanje vode i ulja. 
Komercijalni izvor diglicerida mogu da budu životinje (goveđe- ili svinjsko poreklo), ili biljke (prvenstveno ulje soje i repice). Oni takođe mogu biti proizvedeni sintetičkim putem. Oni se često nalaze u pekarskim proizvodima, pićima, sladoledu, žvakaćoj gumi, margarinu, šlagu, i slatkišima.

## Literatura
1. ↑  Wascher, Robert A. (2010). „Diacylglycerol (Diglyceride) Oil Reduces Obesity”. Архивирано из оригинала 06. 02. 2011. г. Приступљено 12. 01. 2011.